# 1643 год в России
Царствование: 1613—1645 — Михаила Фёдоровича

## События
- Крепость Терки подверглась нападению ширванского беклербека Харасу-хана[1].
- Саратов выдержал нападения калмыков[2].
- Никон (будущий патриарх) избран игуменом Кожеозерской обители (на Кожозере)[3].
- Русское посольство в Крымское ханство[4].
- 1642 — 1643 — русское посольство в Османскую империю[4].
- 1642 — 1643 — Ордин-Нащокин Афанасий Лаврентьевич, направленный в Молдавское княжество с целью выяснения военных планов Османской империи, находился на службе у молдавского господаря В. Лупу[5].
- 1643 — 1644 — Хабаров Ерофей Павлович из-за конфликта с якутским воеводою Головиным Петром Петровичем находился в заключении в Якутском остроге[6].
- Около 1643 — Киевский митрополит Пётр Могила, добился канонизации печерских монахов, погребённых в Дальних и Ближних пещерах Киево-Печерской лавры (к XXI веку насчитывалось более 120 святых). Лавра становится одним из основных православных паломнических центров[7].
- Местничество:
  - Иван Михайлович Аничков с братией против Аничковы, городовые дворяне уфимцы[8].
  - Пушкин Григорий Гаврилович и боярин Львов Алексей Михайлович, при назначении в состав посольства в Польшу[8].
  - Брянчане дворяне и дети боярские против белёвцы, болховичи, карачевцы[8].

## Землепроходцы
- Экспедиция Семёна Дежнёва[9]:
  - Июль — объединённая экспедиция Стадухина М.В., Дежнёва С.И. и Зыряна Д.М. пройдя 500 км. арктического побережья Азии, добрались до неведомой р. Колыма и одноимённого Колымского залива. Поднявшись по реке, они соорудили зимовье, которое быстро превратилось в небольшую крепость-острог (Колымский острог)[9].
  - Зкспедиция поднялась по р. Колыма до её среднего течения, продолжив обследования Колымской низменности[10].
  - Игнатьев Исай пошёл далее на восток пройдя ещё 300 км (см. 1646 год)[10].
- 15 июля 1643—1646 — из Якутска в страну дауров отправилась экспедиция Василия Пояркова, который прошёл почти 8 тысяч километров от Лены до Амура, открыв Амурско-Зейскую и Зейско-Буреинскую равнины. Экспедиция принесла знания о реках: Уссури, Амур и Зея, жителях и природе Приамурья. От устья Зея Поярков спустился до устья Амура, проплыл вдоль юго-западного берега Охотского моря[11][10].
- Экспедиция помора Михаила Стадухина одной из первых достигла реки Колымы[11].
- Землепроходец Лаврентий Григорьев открыл Момский хребет[10].
- 1643—1648 — землепроходцы Иванов К.А. (положил на карту озеро Байкал), Скороход Семён и Похабов Иван сыграли основную роль в обследовании озера Байкал и Прибайкалья[10].
  - 2 июля — отряд енисейского казака Курбата Иванова вышел к озеру Байкал[11].

## Города и поселения
- Тобольск сильно пострадал от пожара. Отстроен заново в 1646 году (см. 1587, 1600, 1606 и 1677 года)[12].
- 1640—1643 — перестраивалась крепость в городе Шенкурск[13].

## Руководители приказов[14]
| Года      | Приказ              | Ф,И,О главы               | Примечания                                 |
| --------- | ------------------- | ------------------------- | ------------------------------------------ |
| 1643-1646 | Новая четверть      | Шереметев Фёдор Иванович  |                                            |
| 1643-1646 | Казанского дворца   | Одоевский Никита Иванович |                                            |
| 1643-1646 | Сибирский приказ    | Одоевский Никита Иванович |                                            |
| 1630-1661 | Разрядный приказ    | Гавренёв Иван Афанасьевич | Думный дьяк                                |
| 1639-1645 | Владимирский судный | Шереметев Иван Петрович   | Боярин                                     |
| 1639-1645 | Сбора ратных людей  | Шереметев Иван Петрович   | Боярин                                     |
| 1638-1646 | Аптекарский приказ  | Шереметев Фёдор Иванович  | Боярин                                     |
| 1643      | Астраханский приказ | Сицкий Юрий Андреевич     | Боярин. Приказ упомянут только в этом году |

## Воеводы[19]
| Года      | Город     | Ф,И,О воеводы                 | Примечания |
| --------- | --------- | ----------------------------- | ---------- |
| 1643-1647 | Алаты     | Михайлов Иван                 | Казанец    |
| 1642-1646 | Астрахань | Репнин Борис Александрович    | Боярин     |
| 1643-1646 | Берёзов   | Квашнин Мелентий Климентьевич |            |
| 1642-1647 | Борисово  | Десятого Юрий                 |            |
| 1642-1643 | Брянск    | Долгоруков Григорий Данилович | Стольник   |
| 1643-1646 | Бежецк    | Замыцкий Иван Иванович        |            |
| 1643-1644 | Белгород  | Боборыкин Никита Михайлович   |            |
| 1642-1646 | Белёв     | Хитрой Севастьян Дементьевич  |            |

## Правление
Список глав государств в 1643 году

## Родились
- Голицын, Василий Васильевич (1643 — 21 апреля (2 мая) 1714, Пинега) — боярин, дипломат и государственной деятель[20].
- Корнилий Переяславский (1643—1693) — православный подвижник, схимник и молчальник.

## Умерли
- Репнин, Пётр Александрович (ум. 27 января 1643) — военный и государственный деятель, стольник, боярин, полковой воевода.
- Сулешов, Юрий Яншеевич — сын знатного выходца из Крымской орды; боярин царя Михаила Фёдоровича.
- Татищев, Степан Лазаревич (ум. 1643) — государственный и военный деятель.